# キリスト教自由運動
キリスト教自由運動（キリストきょうじゆううんどう）は、キューバの国家体制変革を提唱しているキューバの反体制組織。オズワルド・パヤ (Oswaldo Payá) がハバナのセロ教区 (Parish of Cerro) に属する世俗的なカトリック教徒の集団として1988年に設立した。